# Kaszmirek
Kaszmirek (Hyperacrius) – rodzaj ssaków z podrodziny karczowników (Arvicolinae) w obrębie rodziny chomikowatych (Cricetidae).

## Rozmieszczenie geograficzne
Rodzaj obejmuje gatunki występujące w Indiach i Pakistanie.

## Morfologia
Długość ciała (bez ogona) 87–138 mm, długość ogona 19–45 mm; masa ciała 21,5–60 g.

## Systematyka
Rodzaj zdefiniował w 1896 roku amerykański botanik i zoolog Gerrit Smith Miller w artykule poświęconym rodzajom i podrodzajom norników i lemingów, opublikowanym w czasopiśmie North American Fauna. Gatunkiem typowym jest (oryginalne oznaczenie) kaszmirek towarzyski (H. fertilis). 

### Etymologia
Hyperacrius: gr. οι ὑπερακριοι oi huperakrioi ‘mieszkaniec wysokości’.

### Podział systematyczny
Do rodzaju należą następujące występujące współcześnie gatunki:
| Grafika | Gatunek              | Autor i rok opisu | Nazwa zwyczajowa     | Podgatunki   | Rozmieszczenie geograficzne                                                                                 | Podstawowe wymiary                         | Status IUCN |
| ------- | -------------------- | ----------------- | -------------------- | ------------ | --- | ------------------------------------------ | ----------- |
|         | Hyperacrius fertilis | (F.W. True, 1894) | kaszmirek towarzyski | 3 podgatunki | północny Pakistan (Chajber Pasztunchwa) i północno-zachodnie Indie (Dżammu i Kaszmir)                       | DC: 8,7–11,1 cm DO: 1,9–2,8 cm MC: 21–23 g | NT          |
|         | Hyperacrius wynnei   | (Blanford, 1881)  | kaszmirek stokowy    | 2 podgatunki | Himalaje w północno-zachodnich Indiach i północnym Pakistanie (w tym góry Murree oraz doliny Kaghan i Swat) | DC: 10–13,8 cm DO: 2,4–4,5 cm MC: 55–60 g  | LC          |

Kategorie IUCN:  LC  – gatunek najmniejszej troski,  NT  – gatunek bliski zagrożenia. 
Opisano również gatunek wymarły z plejstocenu Chińskiej Republiki Ludowej:
- Hyperacrius yenshanensis Huang Wanpo & Guan Jian, 1983